# Беглуци (Грачац)
Беглуци су насељено мјесто у општини Грачац, југоисточна Лика, Република Хрватска.

## Географија
Беглуци су удаљени око 45 км сјевероисточно од Грачаца.

## Историја
Беглуци су се од распада Југославије до августа 1995. године налазили у Републици Српској Крајини.

## Становништво
Беглуци су се до пописа становништва 1971. налазили у саставу општине Срб, а до августа 1995. у саставу општине Доњи Лапац. Према попису становништва из 2011. године, насеље Беглуци је имало 61 становника.
| Националност       | 1991. | 1981. | 1971. | 1961. |
| Срби               | 234   | 321   | 359   | 363   |
| Југословени        |       | 4     |       | 51    |
| Хрвати             |       | 2     | 2     |       |
| остали и непознато | 1     | 5     | 1     | 1     |
| Укупно             | 235   | 332   | 362   | 415   |

| Демографија | Демографија | Демографија |
| Година      | Становника  | Становника  |
| ----------- | ----------- | ----------- |
| 1961.       | 415         |             |
| 1971.       | 362         |             |
| 1981.       | 332         |             |
| 1991.       | 235         |             |
| 2001.       | 51          |             |
| 2011.       |             | 61          |

## Попис 1991.
На попису становништва 1991. године, насељено место Беглуци је имало 235 становника, следећег националног састава:
| Попис 1991.‍ | Попис 1991.‍ | Попис 1991.‍ | Попис 1991.‍ | Попис 1991.‍ |
| ----------- | ----------- | ----------- | ----------- | ----------- |
|             |             |             |             |             |
| Срби        | Срби        |             | 234         | 99,57%      |
| непознато   | непознато   |             | 1           | 0,42%       |
| укупно: 235 |             |             |             |             |